# Opperste Sovjet van Wit-Rusland

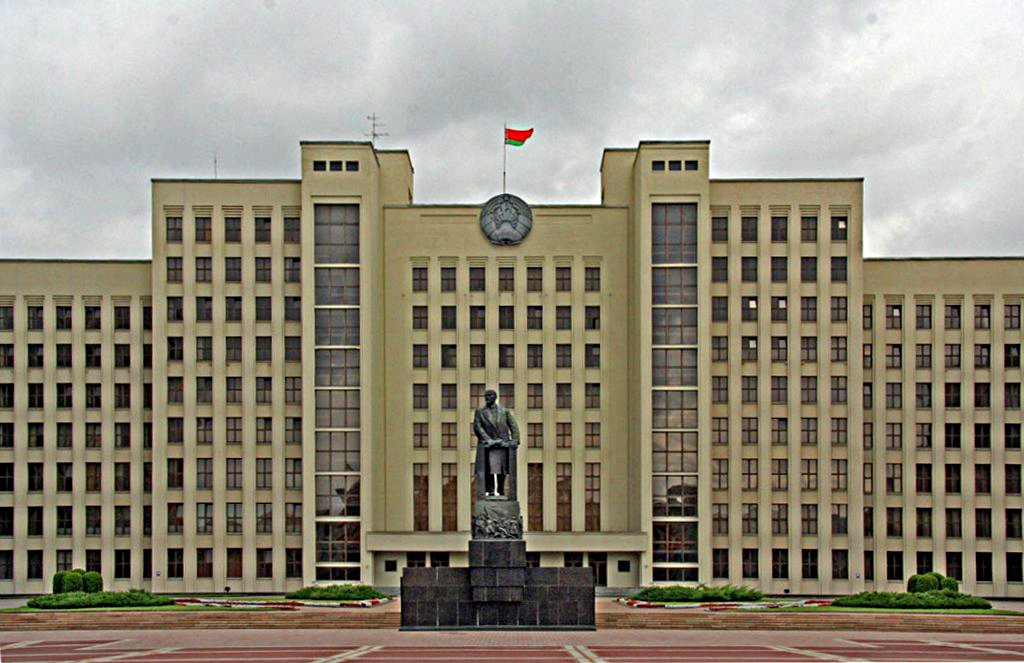
Huis van de Regering, Minsk

De Opperste Sovjet van Wit-Rusland (Wit-Russisch: Вярхоўны Савет Рэспублікі Беларусь) was van 1991 tot 1996 de benaming van het eenkamerparlement van de Wit-Rusland. Het was de opvolger van de Opperste Sovjet van de Wit-Russische Socialistische Sovjetrepubliek (Вярхоўны Савет Беларускай ССР), het parlement van de Wit-Russische deelrepubliek van de Sovjet-Unie van 1938 tot 1991.
Van 1991 tot 1994 fungeerde de voorzitter van de Opperste Sovjet als staatshoofd van Wit-Rusland. In 1994 werd het ambt van president ingevoerd en sindsdien is de president staatshoofd van het land. In 1996 werd de Opperste Sovjet vervangen door de Nationale Vergadering, een tweekamerparlement.